# سرخاب (کبودرآهنگ)
سرخاب (کبودرآهنگ)، روستایی از توابع بخش شیرین‌سو شهرستان کبودرآهنگ در استان همدان ایران است.

## جمعیت
این روستا در دهستان مهربان علیا قرار دارد و براساس سرشماری مرکز آمار ایران در سال ۱۳۹۵، جمعیت آن ۴۹۶ نفر (۱۳۵خانوار) بوده‌است.